# Тарасовка (Жмеринский район)
Тарасовка (укр. Тарасівка) — село на Украине, находится в Жмеринском районе Винницкой области.
Код КОАТУУ — 0521086303. Население по переписи 2001 года составляет 688 человек. Почтовый индекс — 23161. Телефонный код — 4332.
Занимает площадь 2,895 км².
В селе родился Герой Советского Союза Иван Ковалёв.
В селе действует храм Святого Апостола и Евангелиста Иоанна Богослова Жмеринского благочиния Винницкой епархии Украинской православной церкви.

## Адрес местного совета
23161, Винницкая область, Жмеринский р-н, с. Тарасовка, ул. Шевченко, 17